# Коњовићева улица (Сомбор)
| Улица Коњовићева | Улица Коњовићева                   |
| ---------------- | ---------------------------------- |
|                  |                                    |
| Почетак          | Видовдански трг                    |
| Крај             | Светозара Милетића и Суботички пут |
| Дужина           | 1100 m                             |
| Ширина           | 21 до 23 m                         |
| Створена         |                                    |
| Названа          |                                    |
| Стари називи     | Коњовачка                          |
|                  |                                    |
|                  |                                    |
| Поглед на улицу  |                                    |

Улица Коњовићева једна је од старијих градских улица Сомбору. Протеже се правцем који повезује Видовдански трг и Супотички пут. Својим почетком заједно са крајем Венца војводе Живојина Мишића прави кружни ток око Видовданског трга.
Завршетак Коњовићеве улице јесте на спајању улице Светозара Милетића и Суботичког пута.

## Име улице
Улица се некада звала Коњовачка.
Данас улица носи име по Коњовићима који су живели у Сомбору и чијих се пет кућа налазило у овој улици. 
Коњовићи су патрицијска сомборска српска породица, чији су потомци скоро три века представљали духовну, културну, привредну, политичку и интелектуалну елиту Сомбора.
Неки од познатих Коњовића су: Давид Коњовић(1786-1849), сенатор и главни судија (градоначелник) слободног и краљевског града Сомбора, један од оснивача Српске читаонице 1845. године.
Млађи син Давида Коњовића, Јустин (1836-1896), један је од најутицајнијих српских политичких првака сомборских Срба током друге половине 19. века.
Јустинов син Давид Коњовић (1865-1925) био је сомборски посланик у угарском Државном сабору, члан Месног народног већа Срба и Буњеваца у новембру 1918. године и председник Српске читаонице, председник Окружног суда и краљевски јавни бележник у Сомбору.
Син Давида Ј. Коњовића, а унук Јустинов је знаменити сомборски, војвођански и српски сликар, академик Милан Коњовић (1898-1993).
Знаменити српски композитор Петар Коњовић (1883-1970) и његов рођени брат Димитрије Коњовић (1888-1982), први Сомборац који је био пилот, а затим оснивач и власник фабрике авиона "Икарус", такође су потомци ове породице.
Сомборски адвокат и српски добровољац из Првог светског рата др Јован Јоца Коњовић, касније дугогодишњи председник Удружења ратника у Сомбору, заслужан за изградњу костурнице са спомеником за умрле заробљене руске и српске војнике у Сомбору.
Из ове породице потекао је и Никола Коњовић (1869-1950), један од оснивача Југословенског шаховског савеза.

## Суседне улице
- Венац војводе Живојина Мишића
- Улица Милоша Обилића
- Улица Јосипа Козарца
- Улица Партизанска
- Улица Светозара Милетића
- Суботички пут

## Коњовићевом улицом
Улица Коњовићева је улица у којој се налази неколико продајних објеката, продавница, угоститељских објеката али је пре свега насељена улица са једноспратним, двоспратним кућама како старијом тако и новијом градњом.

### Видовдански трг
На раскршћу два сомборска венца (Радомира Путника и Живојина Мишића), те Коњовићеве улице и Улице Милоша Обилића налази се најмањи и најскромније уређен сомборски трг.
У другој половини 18. века на тргу је постављен камени православни крст.
Трг је у првој половини 19. века називан и Коњовића баштом због пет кућа породице Коњовић које су излазиле на овај трг и због којих је и Коњовићева улица добила свој назив.
Од 1907. године на тргу се налазио артески "Коњовачки бунар", један од најпрометнијих у Сомбору.
После Првог светског рата ту су приређиване велике видовданске свечаности, које су имале званичан градски и национални карактер.
Године 1953. на средини трга постављен је споменик палим борцима Народноослободилачког рата. Истовремено је уклоњен стари камени православни крст. Нови крст је постављен крајем деведесетих година 20. века, а старо дрвеће замењено је младим садницама током 2013. године, када су поправљене и стазе на тргу.
Нова реконструкција трга започета је 2017. године. ЈКП "Водоканал" Сомбор је, након реконструкције трга, поставило моделе некадашњих водарских кола и артеског бунара на месту где су се налазили и раније.
Током прве половине 2020. године реконструисан је коловоз око трга, који је постао класичан кружни ток за учеснике саобраћаја.

### Атеље "Станишић"
На броју број 5 (некада кући Коњовића) налази се Атеље "Станишић" - пет генерација породичне традиције израде витража и мозаика. 
Атеље "Станишић" основан 1908. године специјализован је за услуге израде нових и рестаурацију витража и мозаика. Уметничка дела која настају у Атељеу "Станишић" саставни су део архитектуре многих духовних и секуларних грађевина широм земље и света.

### Вртић "Невен"
Од значајнијих објекта у улици ту се налази и Вртић "Невен" који је у саставу Предшколске установе "Вере Гуцуње" и он је на броу 24.

## Галерија
- Атеље "Станишић" - Некадашња кућа Коњовића са оригиналном капијом из 1831. године
- Поглед на улицу
- Симболи сећања на некадашњи артески бунар
- Споменик палим борцима у Народноослободилачком рату
- Поново постављен крст на тргу